# Databaseserver

Een databaseserver is een server die tot doel heeft om database-verzoeken te kunnen afhandelen. Zo kan men op een databaseserver bijvoorbeeld meerdere databases aanmaken. In het algemeen zullen er per database dan enkele processen lopen die bijvoorbeeld het aanmelden afhandelen, query's afhandelen (bijvoorbeeld met SQL), wijzigingen registreren, back-ups aanmaken en eventueel replicaties uitvoeren.
Het voordeel van het inrichten van een databaseserver is dat men de instellingen voor schijftoegang, cache en geheugen specifiek kunt configureren, zodat de computer optimaal als databaseserver werkt. Meestal zal een databaseserver dus ook hardwarematig een computer voor zichzelf hebben en vaak zelfs met meerdere processoren. Soms doet een enkele computer ook dienst als databaseserver en als webserver tegelijk. Een databaseserver is dus meer een softwarematige scheiding in de architectuur van een totale applicatie. Als men spreekt over een three-tier oplossing dan wordt daar meestal onder verstaan een displayserver, een applicatieserver en een databaseserver.
Enkele bekende databases zijn: MySQL, dBase, Oracle, PostgreSQL, IBM DB2 en Microsoft SQL Server.